# Vilmos erdélyi püspök
Vilmos (latinul Villarius, Wilhelmus, Willermus, †1221) 1204-től haláláig erdélyi püspök.

## Élete
Neve alapján valószínűleg külföldi születésű volt, de életéről 1204-es püspöki kinevezéséig semmit sem tudunk. 
1211-ben III. Ince pápa felkérte, hogy vizsgálja meg R. mester szebeni préposti kinevezését és megítélése szerint erősítse meg hivatalában. Ugyanebben az évben II. András a kalocsai érsek támogatásával kérte a pápától egy új, szebeni püspökség felállítását, ezt azonban Vilmos és az esztergomi érsek (akik ebben hatalmuk csorbítását látták) hatására az egyházfő 1212 februárjában elutasította. 
Támogatta a Teuton lovagrend barcasági betelepülését és 2013-ban a lovagoknak adományozta az általuk betelepített népek által fizetett egyházi tizedet (de a székelyekét és magyarokét nem). A helyi papok kiválasztásának jogát meghagyta a lovagoknak, de fenntartotta megerősítési jogát, valamint az egyházi személyek fölötti bíráskodás jogát is. 
1220 körül elődjéhez, Adorjánhoz hasonlóan igen erőszakosan lépett fel a fennhatósága alól kivett kolozsmonostori apátsággal szemben. Katonáival feldúlta a kolostor épületeit, az apátot és két szerzetest bebörtönzött, a királyi és pápai kiváltságleveleket megsemmisítette, az épületekbe pedig szolgáit költöztette, akik felélték a kolostor javait. 
II. András keresztes hadjáratában nem vett részt, de a székeskáptalan prépostja, Sándor elkísérte a királyt a Szentföldre és hajókat is bocsátott a rendelkezésére. A korban kivételes módon névről is ismertek káptalanjának tagjai, Oltuman szatmári, Kompolt krasznai és Farkas szolnoki főesperes, valamint Tamás és Páldus szolnoki és Gábor szatmári alesperes. Udvarispánjai közül pedig Miklóst, Herbortot és Istvánt említik a korabeli források. 
Vilmos 1221-ben halt meg.